# Miranda Bejli
Dr. Miranda Bejli je izmišljeni lik u seriji "Uvod u anatomiju". Ulogu tumači glumica Čandra Vilson, a izmišljena je od strane Šonde Rajms.

## Kratak pregled
Miranda Bejli je hirurški specijalizant u bolnici "Sijetl grejs" i njoj je bilo dodeljenjo pet stažista (sada su na drugoj godini specijalizacije). Njene kolege je zovu "nacista" zbog njenog čvrstog i oštrog karaktera. Iako je često stroga prema stažistima, u seriji se vidi da može da bude uz njih i da im pruži podršku kada god je to potrebno. U braku je sa Takerom Džonsom, ali su njih dvoje razdvojeni.